# Nekrolog 3. Quartal 1967
Nekrolog
◄◄
| ◄
| 1963
| 1964
| 1965
| 1966
| 1967 | 1968 | 1969 | 1970 | 1971 | ► | ►►
1. Quartal |
2. Quartal |
3. Quartal |
4. Quartal 1967
Weitere Ereignisse | Allgemeiner Nekrolog 1967
Die Beschreibung der verstorbenen Person sollte so kurz wie möglich gehalten sein und nur deren signifikante Tätigkeit(en) enthalten.
Neue Namen ggf. auch unter dem Geburts- und Sterbedatum, also etwa unter 1. Januar und im Geburts- und Sterbejahr (2024) eintragen (nur bei entsprechender großer Wichtigkeit). Für Beispiele siehe die schon vorhandenen Artikel.
Außerdem über die fünf zuletzt Verstorbenen, zu denen es einen ausreichend guten Artikel für eine Präsentation auf der Hauptseite gibt, nach der todesbedingten Überarbeitung der Artikel ggf. auch unter Wikipedia Diskussion:Hauptseite informieren und sie am besten auch in den anderen Wikipedia-Sprachversionen eintragen. Tipp: Regelmäßig bei news.google.de nach „ist tot“, „gestorben“ oder „verstorben“ suchen.
Wenn eine Person gestorben ist, gibt es viele Seiten zu dieser Person in der Wikipedia, die davon auch betroffen sind und entsprechend aktualisiert werden müssen. Beispiele: Namenübersichtsseite, Geburtsjahr, Geburtsort-Seiten und viele mehr.
Wie finde ich die betroffenen Seiten?
Im Suchfeld auf der linken Seite gibt man den Suchbegriff so ein: „Vorname Nachname“. Dann klickt man auf Volltext und alle Seiten mit entsprechendem Suchtext werden aufgerufen. Hier sieht man dann schnell, wo auch das Todesjahr Sinn macht oder sogar ein Teil des Artikels angepasst werden muss. Auch hilft das „Werkzeug“ auf der linken Seite sehr gut, um solche Seiten aufzufinden: „Links auf diese Seite“. Somit ist die Wikipedia wieder aktuell in allen Bereichen! Hinweis: bei Eintragung der Kategorie „Gestorben JAHR“ wird der Missbrauchsfilter 49 ausgelöst, was jedoch nicht schlimm ist. Siehe: Spezial:Missbrauchsfilter/49
Dies ist eine Liste von im dritten Quartal 1967 verstorbenen bekannten Persönlichkeiten. Die Einträge erfolgen innerhalb der einzelnen Daten alphabetisch sortiert. Tiere sind im Nekrolog für Tiere zu finden.

## Juli
| Tag      | Name                                 | Beruf, bekannt als                                                                                              | Alter | Beleg |
| -------- | ------------------------------------ | --- | ----- | ----- |
| 1. Juli  | Rudolf Bahls                         | deutscher Widerstandskämpfer gegen den Nationalsozialismus und Gewerkschaftsfunktionär in der frühen Deutsch... | 83    |       |
| 1. Juli  | Leonard Piontek                      | polnischer Fußballspieler                                                                                       | 53    |       |
| 1. Juli  | Gerhard Ritter                       | deutscher Historiker                                                                                            | 79    |       |
| 1. Juli  | Bertil Rönnmark                      | schwedischer Sportschütze                                                                                       | 61    |       |
| 1. Juli  | Max Schulze-Sölde                    | deutscher Maler und Inflationsheiliger                                                                          | 80    |       |
| 1. Juli  | Mabel Taylor                         | US-amerikanische Bogenschützin                                                                                  | 87    |       |
| 1. Juli  | Martin Tranmæl                       | norwegischer Politiker, Mitglied des Storting                                                                   | 88    |       |
| 1. Juli  | Devonia Williams                     | US-amerikanische Rhythm-&-Blues-Musikerin (Piano, Gesang)                                                       | 42    |       |
| 2. Juli  | Beat Gasser                          | Schweizer Bildhauer und Holzschnitzer                                                                           | 74    |       |
| 2. Juli  | Ludwig Löhlein                       | deutscher Ziegeleibesitzer                                                                                      | 68    |       |
| 2. Juli  | Johanna Staude                       | österreichische Sprachlehrerin und Teil der Künstlerfamilie Widlicka (auch Widlizka oder Widliczka)             | 84    |       |
| 2. Juli  | Wassili Stepanowitsch Popow          | sowjetischer Generaloberst                                                                                      | 73    |       |
| 2. Juli  | Pierre Vidal                         | französischer Unternehmer und Politiker                                                                         | 60    |       |
| 3. Juli  | Carl Eibes                           | deutscher Wirtschaftswissenschaftler und Unternehmer                                                            | 68    |       |
| 3. Juli  | Rasmus Hansen                        | dänischer Turner                                                                                                | 82    |       |
| 3. Juli  | Peter Harzheim                       | deutscher Schauspieler                                                                                          | 65    |       |
| 03. Juli | Cosme Saavedra                       | argentinischer Radrennfahrer                                                                                    | 65    |       |
| 4. Juli  | William Fechteler                    | US-amerikanischer Admiral                                                                                       | 71    |       |
| 4. Juli  | Erich Funk                           | deutscher antifaschistischer Widerstandskämpfer und SED-Funktionär in der DDR                                   | 63    |       |
| 4. Juli  | Karl Gröppel                         | deutscher Unternehmer und Kunstsammler                                                                          | 84    |       |
| 4. Juli  | Otto Lagerfeld                       | deutscher Unternehmer (Dosenmilch)                                                                              | 85    |       |
| 4. Juli  | Josef Paul Sauvigny                  | deutscher Politiker (Zentrum, NSDAP)                                                                            | 91    |       |
| 4. Juli  | Ondřej Sekora                        | tschechischer Schriftsteller, Kinderbuchautor, Karikaturist, Journalist und Graphiker                           | 67    |       |
| 4. Juli  | Stieg Trenter                        | schwedischer Journalist und Kriminalschriftsteller                                                              | 52    |       |
| 4. Juli  | Henry Wells                          | britischer Ruderer                                                                                              | 76    |       |
| 5. Juli  | Bruce Fairchild Barton               | US-amerikanischer Politiker und Autor                                                                           | 80    |       |
| 5. Juli  | Otto-Georg Beckmann                  | deutscher Schiffbauingenieur und Unternehmer                                                                    | 88    |       |
| 5. Juli  | Vincenzo Blo                         | italienischer Turner                                                                                            | 79    |       |
| 5. Juli  | W. Lon Johnson                       | US-amerikanischer Politiker                                                                                     | 84    |       |
| 5. Juli  | Ludwig Peter Kowalski                | deutscher Maler                                                                                                 | 75    |       |
| 5. Juli  | Franz Albrecht Medicus               | deutscher Jurist                                                                                                | 76    |       |
| 5. Juli  | Anneliese Reppel                     | deutsche Schauspielerin                                                                                         | 67    |       |
| 5. Juli  | Augustin Ringeval                    | französischer Radrennfahrer                                                                                     | 85    |       |
| 6. Juli  | Franz Gutmann                        | deutsch-US-amerikanischer Wirtschaftswissenschaftler                                                            | 88    |       |
| 6. Juli  | John Big Tree                        | US-amerikanischer Schauspieler und Mitglied der Seneca Nation of New York                                       | 90    |       |
| 6. Juli  | Jester Naefe                         | deutsche Filmschauspielerin                                                                                     | 42    |       |
| 6. Juli  | Kurt Neven DuMont                    | deutscher Verleger                                                                                              | 65    |       |
| 6. Juli  | Piero Portaluppi                     | italienischer Architekt                                                                                         | 79    |       |
| 6. Juli  | Roland Schmiedel                     | deutscher Apotheker                                                                                             | 79    |       |
| 6. Juli  | Alfred Steger                        | deutscher Politiker (FDP), MdL                                                                                  | 68    |       |
| 6. Juli  | Otto Trieloff                        | deutscher Leichtathlet                                                                                          | 81    |       |
| 7. Juli  | Artur Breitfeld                      | preußischer Verwaltungsjurist, Landrat und Bundesrichter der BRD                                                | 68    |       |
| 07. Juli | John Hand                            | kanadischer Ruderer                                                                                             | 65    |       |
| 7. Juli  | Sigmund von Imhoff                   | bayerischer Landpolizist und Generalmajor der Luftwaffe im Zweiten Weltkrieg                                    | 86    |       |
| 7. Juli  | Werner Knothe                        | deutscher Röntgenologe und Hochschullehrer                                                                      | 67    |       |
| 7. Juli  | Anatoli Iwanowitsch Malzew           | russischer Mathematiker und Logiker                                                                             | 57    |       |
| 7. Juli  | Werner Moritz                        | deutscher Lehrer und Schuldirektor, Lebensretter                                                                | 39    |       |
| 7. Juli  | Clarence Wesley Wigington            | US-amerikanischer Architekt                                                                                     | 84    |       |
| 8. Juli  | Heinrich Dersch                      | deutscher expressionistischer Maler und Zeichner                                                                | 77    |       |
| 8. Juli  | Fatima Jinnah                        | pakistanische Politikerin und Schwester von Mohammed Ali Jinnah (Quaid-i-Azam), dem Gründervater Pakistans      | 73    |       |
| 8. Juli  | Carl Kempe                           | schwedischer Tennisspieler                                                                                      | 82    |       |
| 8. Juli  | Vivien Leigh                         | britische Schauspielerin                                                                                        | 53    |       |
| 8. Juli  | Georg Mahr                           | deutscher Bildhauer                                                                                             | 78    |       |
| 8. Juli  | Manoel Nunes Coelho                  | brasilianischer Geistlicher, Bischof von Luz                                                                    | 83    |       |
| 8. Juli  | Vinzenz Schwärzler                   | österreichischer Politiker, Landtagsabgeordneter von Vorarlberg                                                 | 69    |       |
| 8. Juli  | Rosa Spier                           | niederländische Harfenistin                                                                                     | 75    |       |
| 8. Juli  | Ferdinand Timmermans                 | niederländischer Carilloneur, Organist und Musikinstrumentenbauer                                               | 75    |       |
| 8. Juli  | Edith Trautwein                      | deutsche Bibliothekarin und Politikerin (SPD), MdL                                                              | 84    |       |
| 9. Juli  | Hovhannes Baptist Apcar              | Bischof der Armenisch-katholischen Kirche von Ispahan                                                           | 83    |       |
| 9. Juli  | Eugen Fischer                        | deutscher Mediziner, Anthropologe und Rassenhygieniker                                                          | 93    |       |
| 9. Juli  | Melchior Grossek                     | deutscher Priester und Künstler                                                                                 | 78    |       |
| 9. Juli  | Fadhma Aït Mansour                   | algerische Sängerin                                                                                             |       |       |
| 9. Juli  | Joseph-Louis Mundwiller              | elsässischer Kameramann                                                                                         | 81    |       |
| 9. Juli  | Stefan Bolesław Poradowski           | polnischer Komponist                                                                                            | 64    |       |
| 9. Juli  | Elimelech Gavriel Tress              | US-amerikanischer Präsident der Agudath Israel of America                                                       |       |       |
| 10. Juli | Willy Andreas                        | badischer Historiker                                                                                            | 82    |       |
| 10. Juli | Otto von Cossel                      | deutscher Genealoge und Autor                                                                                   | 83    |       |
| 10. Juli | Viktor Hammer                        | österreichischer Schriftdesigner, Maler, Bildhauer und Grafiker                                                 | 84    |       |
| 10. Juli | Arlie Mucks                          | US-amerikanischer Diskuswerfer und Kugelstoßer                                                                  | 75    |       |
| 10. Juli | Ernst Osterloh                       | deutscher Pädagoge und Politiker (DNVP/NSDAP), MdL                                                              | 77    |       |
| 10. Juli | Albertine Sarrazin                   | französische Schriftstellerin                                                                                   | 29    |       |
| 10. Juli | Otto Wettstein-Westersheimb          | österreichischer Zoologe                                                                                        | 74    |       |
| 11. Juli | Ludwig Barbasch                      | deutscher Politiker (USPD, KPD, KAPD) und Rechtsanwalt                                                          | 74    |       |
| 11. Juli | Guy Favreau                          | kanadischer Politiker                                                                                           | 50    |       |
| 11. Juli | André Giriat                         | französischer Ruderer                                                                                           | 61    |       |
| 11. Juli | Ernst Kaltenbrunner                  | österreichischer Fußballspieler                                                                                 | 30    |       |
| 11. Juli | Angelo Monteverdi                    | italienischer Romanist und Mediävist                                                                            | 81    |       |
| 11. Juli | Erwin Noack                          | deutscher Rechtsanwalt und nationalsozialistischer Funktionär                                                   | 68    |       |
| 11. Juli | Ferdinand Friedrich Zimmermann       | deutscher Journalist und Publizist                                                                              | 68    |       |
| 12. Juli | Marcel-Marie Dubois                  | französischer römisch-katholischer Geistlicher, Erzbischof von Besançon                                         | 71    |       |
| 12. Juli | Friedrich Markowitsch Ermler         | sowjetischer Schauspieler, Regisseur und Drehbuchautor                                                          | 69    |       |
| 12. Juli | Walter Abraham Jacobs                | US-amerikanischer Chemiker                                                                                      | 83    |       |
| 12. Juli | Otto Kommerell                       | deutscher Bauingenieur, Eisenbahnbeamter und Genealoge                                                          | 94    |       |
| 12. Juli | Edward C. Moran                      | US-amerikanischer Politiker                                                                                     | 72    |       |
| 12. Juli | Otto Nagel                           | deutscher Maler, MdV                                                                                            | 72    |       |
| 12. Juli | Sergius Sax                          | Schauspieler bei Bühne und Film sowie Theaterregisseur, -leiter, Rezitator, Conferencier und Komponist          | 65    |       |
| 12. Juli | Anton Trapp                          | deutscher Politiker (CDU), MdL Rheinland-Pfalz                                                                  | 73    |       |
| 12. Juli | George Handy Wailes                  | US-amerikanischer presbyterianischer Theologe                                                                   | 100   |       |
| 13. Juli | Wilhelm Buitkamp                     | deutscher reformierter Theologe, Kirchenpräsident der Evangelisch-reformierten Kirche in Nordwestdeutschland    | 66    |       |
| 13. Juli | Hermann Davids                       | deutscher Augenarzt                                                                                             | 89    |       |
| 13. Juli | Oskar Hugelmann                      | österreichischer Bühnen- und Filmschauspieler                                                                   | 75    |       |
| 13. Juli | Tommy Lucchese                       | Mafiaboss in New York                                                                                           | 67    |       |
| 13. Juli | Joachim Schöne                       | deutscher Politiker (SPD), MdB, MdEP                                                                            | 61    |       |
| 13. Juli | Tom Simpson                          | englischer Radrennfahrer                                                                                        | 29    |       |
| 13. Juli | Yoshino Hideo                        | japanischer Schriftsteller                                                                                      | 65    |       |
| 14. Juli | Thomas Otto Achelis                  | deutscher Gymnasiallehrer, Historiker und Autor                                                                 | 79    |       |
| 14. Juli | Tudor Arghezi                        | rumänischer Schriftsteller                                                                                      | 87    |       |
| 14. Juli | Mario Falangola                      | italienischer Admiral                                                                                           | 86    |       |
| 14. Juli | Ascan Klée Gobert                    | deutscher Politiker (CDU), MdHB und Autor                                                                       | 73    |       |
| 14. Juli | Louis de Goÿs de Mézeyrac            | französischer General der Luftstreitkräfte                                                                      | 91    |       |
| 14. Juli | Martin Schneider                     | deutscher Politiker (GB/BHE), MdL                                                                               | 74    |       |
| 14. Juli | Jacob Wackernagel jun.               | Schweizer Rechtshistoriker                                                                                      | 75    |       |
| 15. Juli | Erich Hoffmann                       | deutscher freischaffender Künstler im Bereich Monumental- und Architekturbildhauerei                            | 57    |       |
| 15. Juli | Max Kade                             | deutsch-US-amerikanischer Pharmaunternehmer, Kunstsammler und Mäzen                                             | 84    |       |
| 15. Juli | Gustav Kleff                         | deutscher Gynäkologe und Geburtshelfer                                                                          | 67    |       |
| 15. Juli | Jonny Löhr                           | deutscher Politiker (NDPD), MdV                                                                                 | 68    |       |
| 15. Juli | Vytautas Stašinskas                  | litauischer Fußballspieler und Diplomat                                                                         | 61    |       |
| 15. Juli | Hans Wildegans                       | deutscher Chirurg und Hochschullehrer                                                                           | 79    |       |
| 15. Juli | Holman Williams                      | US-amerikanischer Boxer im Mittgelgewicht                                                                       | 52    |       |
| 16. Juli | Edward Hastings Chamberlin           | US-amerikanischer Nationalökonom                                                                                | 68    |       |
| 16. Juli | Heinrich Homberg                     | deutscher Politiker (SPD), MdL                                                                                  | 74    |       |
| 16. Juli | Fritz Kamm                           | Schweizer Bankier und Kunstsammler                                                                              | 70    |       |
| 16. Juli | Julius Klanfer                       | österreichischer Sozialwissenschaftler und Journalist                                                           | 58    |       |
| 17. Juli | John Coltrane                        | US-amerikanischer Jazz-Saxophonist                                                                              | 40    |       |
| 17. Juli | Werner Contag                        | deutscher Bauingenieur und Baubeamter                                                                           | 74    |       |
| 17. Juli | Rudolf Eichler                       | deutscher Kommunist, Gewerkschafter und Widerstandskämpfer                                                      | 73    |       |
| 17. Juli | Ernst Engel                          | deutscher Grafiker und Betreiber der Ernst-Engel-Presse                                                         | 87    |       |
| 17. Juli | Walter Kaiser                        | deutscher evangelischer Pfarrer, Mitglied der Bekennenden Kirche (BK) und Häftling im KZ Dachau                 | 83    |       |
| 17. Juli | Enzo Petito                          | italienischer Schauspieler                                                                                      | 69    |       |
| 17. Juli | Cyril Ring                           | US-amerikanischer Schauspieler                                                                                  | 74    |       |
| 17. Juli | Todor Wladigerow                     | bulgarischer Wirtschaftswissenschaftler                                                                         | 68    |       |
| 18. Juli | Humberto Castelo Branco              | Präsident Brasiliens (1964–1967)                                                                                | 69    |       |
| 18. Juli | Hans Kroh                            | deutscher Generalmajor                                                                                          | 60    |       |
| 18. Juli | Juan Luque de Serrallonga            | spanisch-mexikanischer Fußballtorwart und Trainer                                                               | 85    |       |
| 18. Juli | Emmet O’Neal                         | US-amerikanischer Diplomat und Politiker                                                                        | 80    |       |
| 18. Juli | Nico de Wolf                         | niederländischer Fußballspieler                                                                                 | 79    |       |
| 19. Juli | Wilhelm Brindlinger                  | deutscher Verwaltungsjurist, Kommunalpolitiker und Schriftsteller                                               | 76    |       |
| 19. Juli | Ernst Fischer                        | deutscher Marineoffizier und ehrenamtliches Mitglied des Volksgerichtshofs                                      | 73    |       |
| 19. Juli | Karl Hartung                         | deutscher Bildhauer                                                                                             | 59    |       |
| 19. Juli | Georg Mau                            | deutscher Klassischer Philologe und Gymnasiallehrer                                                             | 86    |       |
| 19. Juli | Owadi Gerzewitsch Sawitsch           | sowjetischer Schriftsteller, Journalist und literarischer Übersetzer                                            | 70    |       |
| 19. Juli | Odell Shepard                        | US-amerikanischer Schriftsteller und Politiker                                                                  | 82    |       |
| 20. Juli | Svend Frederiksen                    | dänisch-grönländisch-US-amerikanischer Eskimologe                                                               | 60    |       |
| 20. Juli | Georg Groot                          | deutscher Politiker der (SPD, GVP, LP), MdL                                                                     | 67    |       |
| 20. Juli | Wilhelm Haenel                       | deutscher Ingenieur                                                                                             | 76    |       |
| 20. Juli | Richard Howell                       | US-amerikanischer Schwimmer                                                                                     | 63    |       |
| 20. Juli | Fikret Mualla                        | türkischer Maler                                                                                                |       |       |
| 20. Juli | Heinrich Steinbeck                   | deutsch-schweizerischer Komponist und Dirigent                                                                  | 83    |       |
| 20. Juli | Morris Swadesh                       | US-amerikanischer Sprachwissenschaftler                                                                         | 58    |       |
| 20. Juli | Aloys Wenzl                          | deutscher Philosoph                                                                                             | 80    |       |
| 21. Juli | Thomas Dehler                        | deutscher Politiker (DDP, FDP), MdL, MdB, Bundesjustizminister                                                  | 69    |       |
| 21. Juli | Fritz Eske                           | deutscher Kletterer und Bergsteiger                                                                             | 32    |       |
| 21. Juli | Hilde Ferber                         | deutsche Glasmalerin und Pädagogin                                                                              | 65    |       |
| 21. Juli | Jimmie Foxx                          | US-amerikanischer Baseballspieler                                                                               | 59    |       |
| 21. Juli | Arnold Gilg                          | Schweizer christkatholischer Geistlicher und Professor an der Universität Bern                                  | 80    |       |
| 21. Juli | Marcel Kurz                          | Schweizer Topograf, Alpinist, Expeditionsbergsteiger, Pionier des Winterbergsteigens und Autor                  | 80    |       |
| 21. Juli | Albert John Luthuli                  | südafrikanischer Politiker und Religionsführer                                                                  |       |       |
| 21. Juli | Gaetano Martino                      | italienischer Politiker (Partito Liberale Italiano), Mitglied der Camera dei deputati                           | 66    |       |
| 21. Juli | Theodor Mengelkamp                   | deutscher Politiker (CDU), MdB                                                                                  | 43    |       |
| 21. Juli | Kurt Walter Merz                     | deutscher Pharmakologe, Chemiker                                                                                | 67    |       |
| 21. Juli | Basil Rathbone                       | britisch-US-amerikanischer Schauspieler                                                                         | 75    |       |
| 21. Juli | Willard Rice                         | US-amerikanischer Eishockeyspieler                                                                              | 72    |       |
| 21. Juli | Ernst Röttger                        | deutscher informeller Maler                                                                                     | 68    |       |
| 21. Juli | Alfred Stier                         | deutscher Komponist                                                                                             | 86    |       |
| 21. Juli | David Weisbart                       | US-amerikanischer Filmeditor und Filmproduzent                                                                  | 52    |       |
| 21. Juli | Luise von Winterfeld                 | deutsche Historikerin, Direktorin des Stadtarchiv Dortmund und Fachautorin                                      | 85    |       |
| 22. Juli | Hektor Ammann                        | Schweizer Historiker, Archivar und Bibliothekar                                                                 | 72    |       |
| 22. Juli | Rudolf Hase                          | deutscher Physiker, Hochschullehrer und Unternehmer                                                             | 79    |       |
| 22. Juli | Lajos Kassák                         | ungarischer Maler und Schriftsteller                                                                            | 80    |       |
| 22. Juli | Günter Klass                         | deutscher Rennfahrer                                                                                            | 31    |       |
| 22. Juli | Lambertus Neher                      | niederländischer Politiker (PvdA)                                                                               | 77    |       |
| 22. Juli | Helmuth Renar                        | deutscher Schauspieler bei Bühne und Film und Bühnenregisseur                                                   | 74    |       |
| 22. Juli | Sydney Rosenbloom                    | britischer Pianist und Komponist                                                                                | 78    |       |
| 22. Juli | John L. Russell                      | US-amerikanischer Kameramann                                                                                    | 62    |       |
| 22. Juli | Carl Sandburg                        | US-amerikanischer Lyriker, Biograf und Historiker                                                               | 89    |       |
| 23. Juli | Ugo Donati                           | Schweizer Forscher, Kunsthistoriker und Publizist                                                               | 75    |       |
| 23. Juli | Gustav Renker                        | Journalist und Schriftsteller                                                                                   | 77    |       |
| 23. Juli | Guste Schepp                         | deutsche Pädagogin, Frauenrechtlerin und Politikerin (DDP), MdBB                                                | 80    |       |
| 23. Juli | Joseph Schmitt                       | deutscher Politiker (CDU), MdB                                                                                  | 85    |       |
| 23. Juli | Ahmet Kutsi Tecer                    | türkischer Dichter und Politiker                                                                                | 65    |       |
| 24. Juli | Albert Brengel                       | deutscher Ökonom und Arbeitspädagoge                                                                            | 71    |       |
| 24. Juli | Émile Cornez                         | belgischer Gouverneur                                                                                           | 67    |       |
| 24. Juli | Ewald Fettweis                       | deutscher Mathematikpädagoge und Mathematikhistoriker                                                           | 86    |       |
| 24. Juli | Ernestas Galvanauskas                | litauischer Politiker und Premierminister                                                                       | 84    |       |
| 24. Juli | Franck R. Havenner                   | US-amerikanischer Politiker                                                                                     | 84    |       |
| 24. Juli | Waddy Kuehl                          | US-amerikanischer American-Football-Spieler                                                                     | 74    |       |
| 24. Juli | Eugene M. Landrum                    | US-amerikanischer Offizier, Generalmajor der US-Army                                                            | 76    |       |
| 24. Juli | Rudolf Marschall                     | österreichischer Bildhauer, Plakettenkünstler und Medailleur                                                    | 93    |       |
| 24. Juli | Thomas Tien Ken-sin                  | chinesischer Geistlicher, Erzbischof von Peking und Kardinal der römisch-katholischen Kirche                    | 76    |       |
| 24. Juli | Rosa Weber                           | österreichische Politikerin (SPÖ), Abgeordnete zum Nationalrat                                                  | 47    |       |
| 24. Juli | Alois Wildenauer                     | österreichischer Geistlicher, Bergsteiger, Höhlenforscher und Sachbuchautor                                     | 90    |       |
| 25. Juli | Pierre Albert-Birot                  | französischer Lyriker und Autor, der dem Dadaismus nahestand                                                    | 91    |       |
| 25. Juli | Joseph Cardijn                       | belgischer Geistlicher, Begründer der internationalen Christlichen Arbeiterjugend                               | 84    |       |
| 25. Juli | Tommy Duncan                         | US-amerikanischer Country-Sänger                                                                                | 56    |       |
| 25. Juli | Paul Hennicke                        | deutscher Politiker (NSDAP), SS-Obergruppenführer und General der Polizei                                       | 84    |       |
| 25. Juli | Karl Hesse                           | deutscher Landesforstmeister                                                                                    | 84    |       |
| 25. Juli | Buddy Myers                          | US-amerikanischer Tontechniker                                                                                  | 61    |       |
| 25. Juli | Andrés Sás Orchassal                 | französischer Violinist und Komponist                                                                           | 67    |       |
| 25. Juli | Konstantinos Parthenis               | griechischer Maler                                                                                              | 89    |       |
| 25. Juli | Johannes Würtz                       | österreichischer Schriftsteller                                                                                 | 66    |       |
| 26. Juli | Francis Bitter                       | US-amerikanischer Physiker                                                                                      | 65    |       |
| 26. Juli | Ignacio Corsini                      | argentinischer Sänger, Komponist, Textdichter und Schauspieler                                                  | 74    |       |
| 26. Juli | Milán Füst                           | ungarischer Schriftsteller                                                                                      | 79    |       |
| 26. Juli | Josef Ganz                           | ungarisch-deutscher Ingenieur                                                                                   | 69    |       |
| 26. Juli | Raúl Pérez                           | chilenischer Fußballspieler                                                                                     | 52    |       |
| 26. Juli | Herman Toll                          | US-amerikanischer Politiker                                                                                     | 60    |       |
| 26. Juli | Matthijs Vermeulen                   | niederländischer Komponist                                                                                      | 79    |       |
| 27. Juli | Eduard Krüger                        | deutscher Architekt                                                                                             | 66    |       |
| 27. Juli | Veljko Petrović                      | jugoslawischer Schriftsteller                                                                                   | 83    |       |
| 27. Juli | Paul Rassinier                       | französischer Politiker, Mitglied der Nationalversammlung, Lehrer und Holocaustleugner                          | 61    |       |
| 27. Juli | Hans Schomburgk                      | deutscher Afrikaforscher und Pionier des Tierfilms                                                              | 86    |       |
| 27. Juli | Paul Ugowski                         | deutscher Manager                                                                                               | 59    |       |
| 27. Juli | Arthur Werner                        | deutscher Politiker; erster Berliner Oberbürgermeister nach dem Zweiten Weltkrieg                               | 90    |       |
| 28. Juli | Doggie Julian                        | US-amerikanischer Basketballtrainer                                                                             | 66    |       |
| 28. Juli | Josepha Knüsel                       | Schweizer römisch-katholische Ordensschwester, Äbtissin von Kloster Frauenthal                                  | 64    |       |
| 28. Juli | Werner Marcks                        | deutscher Offizier, zuletzt Generalleutnant im Zweiten Weltkrieg                                                | 71    |       |
| 28. Juli | François Henri Theron                | südafrikanischer Militär und Botschafter                                                                        | 76    |       |
| 29. Juli | Charles Jean Bernard                 | niederländischer Botaniker und Naturschützer                                                                    | 90    |       |
| 29. Juli | Erik Egede                           | grönländischer Schäfer und Landesrat                                                                            | 43    |       |
| 29. Juli | Bennie Krueger                       | US-amerikanischer Jazz-Komponist und Bigband-Leader                                                             | 68    |       |
| 29. Juli | Max Mayer                            | deutscher Bauingenieur                                                                                          | 80    |       |
| 29. Juli | Angelo Paino                         | italienischer Geistlicher und Theologe, Erzbischof von Messina                                                  | 97    |       |
| 29. Juli | Aleksander Wat                       | polnischer Schriftsteller und Mitbegründer des polnischen Futurismus                                            | 67    |       |
| 30. Juli | Antonio Drapier                      | französischer Erzbischof und emeritierter apostolischer Delegat für Indochina                                   | 76    |       |
| 30. Juli | Anton Grabenhofer                    | österreichischer Politiker (SPÖ), Landtagsabgeordneter                                                          | 72    |       |
| 30. Juli | Christos Karusos                     | griechischer Archäologe                                                                                         | 67    |       |
| 30. Juli | Vlastimil Kopecký                    | tschechischer Fußballspieler                                                                                    | 54    |       |
| 30. Juli | Alfried Krupp von Bohlen und Halbach | deutscher Industrieller, Leiter des Krupp-Konzerns (1942–1967)                                                  | 59    |       |
| 30. Juli | Frida Lehmkuhl                       | deutsche Politikerin (SPD), MdBB                                                                                | 70    |       |
| 30. Juli | Marios Varvoglis                     | griechischer Komponist                                                                                          | 81    |       |
| 30. Juli | Leo von Welden                       | deutscher Maler und Grafiker                                                                                    | 67    |       |
| 31. Juli | Bengt Berg                           | schwedischer Tierfotograf und Schriftsteller                                                                    | 82    |       |
| 31. Juli | Harald Julin                         | schwedischer Schwimmer und Wasserballspieler                                                                    | 77    |       |
| 31. Juli | Margaret Kennedy                     | britische Autorin                                                                                               | 71    |       |
| 31. Juli | Richard Klein                        | deutscher Maler, Bildhauer, Grafiker und Medailleur                                                             | 77    |       |
| 31. Juli | Fritz Kühn                           | deutscher Fotograf, Bildhauer und Kunstschmied                                                                  | 57    |       |
| 31. Juli | Richard Kuhn                         | österreichisch-deutscher Chemiker und Nobelpreisträger (1938)                                                   | 66    |       |
| 31. Juli | Rolf Mühler                          | deutscher Polizist und KdS Marseille                                                                            | 57    |       |

## August
| Tag        | Name                               | Beruf, bekannt als                                                                                      | Alter | Beleg |
| ---------- | ---------------------------------- | --- | ----- | ----- |
| 1. August  | Konrad von Alberti                 | deutscher Offizier, Generalmajor der Wehrmacht im Zweiten Weltkrieg                                     | 73    |       |
| 1. August  | Herman van den Bergh               | niederländischer Dichter, Journalist, Romanist und Italianist                                           | 70    |       |
| 1. August  | Lewis H. Brereton                  | US-amerikanischer Generalleutnant                                                                       | 77    |       |
| 1. August  | Bruno Harms                        | deutscher Hygieniker                                                                                    | 77    |       |
| 1. August  | Kurt Kersten                       | deutscher Politiker (GB/BHE), MdL                                                                       | 66    |       |
| 1. August  | August Christian Riekel            | Drehbuchautor                                                                                           | 69    |       |
| 1. August  | Robert Robitschek                  | tschechisch-deutscher Dirigent, Komponist und Musikpädagoge                                             | 92    |       |
| 1. August  | Roland Sprague                     | deutscher Mathematiker                                                                                  | 73    |       |
| 1. August  | Jacques Suzanne                    | französischer Künstler und Geologe                                                                      | 87    |       |
| 2. August  | Ādolfs Ābele                       | lettischer Organist, Pianist, Dirigent, Komponist und Musikpädagoge                                     | 78    |       |
| 2. August  | Adrien Arcand                      | kanadischer Rechtsextremist                                                                             | 67    |       |
| 2. August  | Henryk Berlewi                     | polnischer Maler und Grafiker                                                                           | 72    |       |
| 2. August  | Franz Karl Delavilla               | österreichisch-deutscher Grafiker, Illustrator, Designer und Kunstprofessor                             | 82    |       |
| 2. August  | Günther Gieraths                   | deutscher Bibliothekar und Militärhistoriker                                                            | 68    |       |
| 2. August  | Alma Hayden                        | US-amerikanische Chemikerin                                                                             | 40    |       |
| 2. August  | Joseph Meliga                      | französischer Fußballspieler                                                                            | 61    |       |
| 2. August  | Walter Terence Stace               | britischer Beamter, Erzieher und Philosoph                                                              | 80    |       |
| 2. August  | Karl Zuhorn                        | deutscher Politiker (Zentrum, CDU)                                                                      | 80    |       |
| 3. August  | Karl Flierl                        | deutscher Wasserbauingenieur und Hochschullehrer                                                        | 81    |       |
| 3. August  | Gustav Flügel                      | deutscher Maschinenbau-Ingenieur                                                                        | 81    |       |
| 3. August  | George Roger La Rue                | US-amerikanischer Parasitologe                                                                          | 85    |       |
| 3. August  | Paul Löbe                          | deutscher Politiker (SPD), MdR                                                                          | 91    |       |
| 3. August  | Karl Zerlauth                      | österreichischer Politiker (CS, ÖVP), Landtagsabgeordneter von Vorarlberg                               | 72    |       |
| 3. August  | Ike Zimmerman                      | US-amerikanischer Bluesgitarrist                                                                        | 60    |       |
| 3. August  | Frederick Zimmermann               | US-amerikanischer Kontrabassist                                                                         | 61    |       |
| 4. August  | Alberto Bayo                       | spanisch-kubanischer Militär und Schriftsteller                                                         | 75    |       |
| 4. August  | Nikolaus Davis                     | griechischer Genre- und Landschaftsmaler und als solcher Vertreter der Münchner Schule                  | 84    |       |
| 4. August  | Frank DeSimone                     | italienisch-US-amerikanischer Mafioso                                                                   | 58    |       |
| 4. August  | Lloyd Marshall                     | US-amerikanischer Boxer im Mittgelgewicht                                                               | 53    |       |
| 4. August  | Gustave Samazeuilh                 | französischer Komponist und Musikkritiker                                                               | 90    |       |
| 5. August  | György Bródy                       | ungarischer Wasserballspieler                                                                           | 59    |       |
| 5. August  | Karl Emil Meyer                    | deutscher Richter am Bundesgerichtshof                                                                  | 67    |       |
| 5. August  | Grete Sehlmeyer                    | deutsche Politikerin (FDP, Liberaler Bund), MdL                                                         | 75    |       |
| 6. August  | Lajos Áprily                       | ungarischer Schriftsteller                                                                              | 79    |       |
| 6. August  | Johann Habeler                     | österreichischer Politiker (ÖVP), Landtagsabgeordneter im Burgenland                                    | 71    |       |
| 6. August  | Friedrich Schwarzott               | österreichischer Politiker (ÖVP), Landtagsabgeordneter, Mitglied des Bundesrates                        | 76    |       |
| 7. August  | Sigrid Åkerhielm                   | schwedische Heilgymnastikerin und Frauenrechtlerin                                                      | 92    |       |
| 7. August  | Albert Bourrit                     | Schweizer Architekt                                                                                     | 89    |       |
| 7. August  | Karl Dempel                        | deutscher Politiker (NSDAP), MdR sowie SS-Führer                                                        | 70    |       |
| 7. August  | Kurt Engel                         | deutscher Schlagwerker und Komponist                                                                    | 58    |       |
| 7. August  | Josef Grisar                       | deutscher römisch-katholischer Theologe                                                                 | 80    |       |
| 7. August  | Wladimir Georgijewitsch Helfreich  | russischer Architekt und Hochschullehrer                                                                | 82    |       |
| 7. August  | Wiktor Wladimirowitsch Nemyzki     | russischer Mathematiker                                                                                 | 66    |       |
| 7. August  | Franz von Roques                   | deutscher Offizier, zuletzt General der Infanterie im Zweiten Weltkrieg                                 | 89    |       |
| 7. August  | Max Tak                            | niederländischer Musiker, Filmkomponist, Dirigent, Violinist, Orchesterleiter und Auslandskorrespondent | 75    |       |
| 8. August  | Samira Azzam                       | palästinensische Autorin                                                                                | 39    |       |
| 8. August  | Richard Bieling                    | deutscher Mediziner                                                                                     | 78    |       |
| 8. August  | Arthur Theodor Gruelich            | deutscher Schriftsteller und Pädagoge                                                                   | 61    |       |
| 8. August  | Hans Kroll                         | deutscher Diplomat und Botschafter in Belgrad, Tokio und Moskau                                         | 69    |       |
| 8. August  | Karl von Rumohr                    | deutscher Verwaltungsbeamter, Landrat von Wittgenstein, Präsident des Bundesverwaltungsamtes            | 66    |       |
| 8. August  | Jaromír Weinberger                 | tschechisch-US-amerikanischer Komponist                                                                 | 71    |       |
| 9. August  | Viggo Christensen                  | dänischer Politiker                                                                                     | 87    |       |
| 9. August  | Heinrich Dreisbach                 | deutscher Verleger und Heimatdichter                                                                    | 86    |       |
| 9. August  | Pedro Garfias                      | spanischer Dichter                                                                                      | 66    |       |
| 9. August  | Kenneth Halliwell                  | britischer Autor und Schauspieler, Lebensgefährte von Joe Orton                                         | 41    |       |
| 9. August  | Joe Orton                          | britischer Dramatiker                                                                                   | 34    |       |
| 9. August  | Rudolf Vogel                       | deutscher Schauspieler                                                                                  | 66    |       |
| 9. August  | Adolf Wohlbrück                    | deutsch-britischer Schauspieler                                                                         | 70    |       |
| 10. August | William S. Baring-Gould            | Herausgeber und Kommentator der Sherlock-Holmes-Geschichten                                             |       |       |
| 10. August | Walther Glawe                      | deutscher Kirchenhistoriker und Hochschullehrer                                                         | 87    |       |
| 10. August | Curt Hotzel                        | Publizist und wurde 1939 in den Bamberger Dichterkreis aufgenommen                                      | 73    |       |
| 10. August | Joshua B. Lee                      | US-amerikanischer Politiker                                                                             | 75    |       |
| 10. August | Vittorio Valletta                  | italienischer Industrieller                                                                             | 84    |       |
| 11. August | Franz J. Beranek                   | deutscher Sprachwissenschaftler                                                                         | 65    |       |
| 11. August | Augustin Floßdorf                  | deutscher katholischer Pfarrer und Gegner des NS-Regimes                                                | 65    |       |
| 11. August | Pierre Fouché                      | französischer Romanist, Katalanist und Phonetiker                                                       | 76    |       |
| 12. August | Edgar David Coolidge               | US-amerikanischer Zahnmediziner                                                                         | 86    |       |
| 12. August | Esther Forbes                      | US-amerikanische Schriftstellerin                                                                       | 76    |       |
| 12. August | Adolf Helmberger                   | österreichischer Maler                                                                                  | 82    |       |
| 12. August | Käthe Lore Zschweigert             | deutsche Textildesignerin                                                                               | 82    |       |
| 13. August | Dòmhnall Ruadh Chorùna             | schottischer Kriegspoet                                                                                 | 80    |       |
| 13. August | Jane Darwell                       | US-amerikanische Schauspielerin                                                                         | 87    |       |
| 13. August | Risto Luukkonen                    | finnischer Boxer                                                                                        | 36    |       |
| 13. August | Patrick Francis Lyons              | australischer Geistlicher                                                                               | 64    |       |
| 13. August | Trygve Pedersen                    | norwegischer Segler                                                                                     | 83    |       |
| 14. August | Bob Anderson                       | britischer Automobil- und Motorradrennfahrer                                                            | 36    |       |
| 14. August | Walther Bayrhoffer                 | deutscher Beamter im Reichsfinanzministerium                                                            | 77    |       |
| 14. August | Richard Flournoy                   | US-amerikanischer Drehbuchautor                                                                         | 67    |       |
| 14. August | Jovan Karamata                     | jugoslawischer Mathematiker                                                                             | 65    |       |
| 14. August | Hans Joachim Moser                 | deutscher Musikwissenschaftler                                                                          | 78    |       |
| 15. August | Pierre Baillargeon                 | kanadischer Schriftsteller und Journalist                                                               | 50    |       |
| 15. August | Edgar Roscoe Cumings               | US-amerikanischer Paläontologe und Geologe                                                              | 93    |       |
| 15. August | Nis Albrecht Johannsen der Jüngere | nordfriesischer Dichter                                                                                 | 79    |       |
| 15. August | Karl Kummer                        | österreichischer Jurist und Politiker, Sozialreformer, Abgeordneter zum Nationalrat                     | 63    |       |
| 15. August | Elena Luksch-Makowsky              | russische Malerin und Kunstgewerblerin                                                                  | 88    |       |
| 15. August | René Magritte                      | belgischer Maler des Surrealismus                                                                       | 68    |       |
| 15. August | Manuel Prado y Ugarteche           | peruanischer Politiker, Präsident Perus (1939–1945 und 1956–1962)                                       | 78    |       |
| 15. August | James Stanhope, 7. Earl Stanhope   | britischer Politiker und Peer                                                                           | 86    |       |
| 16. August | Francis K. Newcomer                | US-amerikanischer Offizier                                                                              | 77    |       |
| 16. August | Arthur Omre                        | norwegischer Autor und Übersetzer                                                                       | 79    |       |
| 16. August | Dan Pickett                        | US-amerikanischer Blues-Sänger und -Gitarrist                                                           | 59    |       |
| 16. August | Erich Preiser                      | deutscher Ökonom                                                                                        | 66    |       |
| 16. August | Wishart McLea Robertson            | Politiker der Liberalen Partei Kanadas                                                                  | 76    |       |
| 17. August | William Joseph Condon              | US-amerikanischer Geistlicher und römisch-katholischer Bischof von Great Falls                          | 72    |       |
| 17. August | Walter Hauser-Bucher               | Schweizer Ingenieur und Unternehmer                                                                     | 63    |       |
| 17. August | Hermann Keller                     | deutscher evangelischer Kirchenmusiker und Musikwissenschaftler                                         | 81    |       |
| 17. August | Philippe Nabaa                     | libanesischer Geistlicher, Erzbischof von Beirut und Jbeil                                              | 60    |       |
| 18. August | Carl Dantz                         | deutscher Pädagoge, Schulreformer und Schriftsteller                                                    | 82    |       |
| 18. August | Erich Martin Hering                | deutscher Entomologe                                                                                    | 73    |       |
| 18. August | Askolds Hermanovskis               | lettischer Skirennläufer                                                                                | 54    |       |
| 18. August | Paule Maurice                      | französische Komponistin                                                                                | 56    |       |
| 18. August | Al Miller                          | US-amerikanischer Autorennfahrer                                                                        | 60    |       |
| 18. August | Theodore Pell                      | US-amerikanischer Tennisspieler                                                                         | 88    |       |
| 18. August | Stefan Rosenbauer                  | deutscher Fechter und Fotograf (Klassisches Porträt) in Frankfurt am Main und Rio de Janeiro            | 71    |       |
| 18. August | Hilaire Marie Vermeiren            | belgischer Ordensgeistlicher, römisch-katholischer Erzbischof von Coquilhatville                        | 78    |       |
| 19. August | Pierre Chami                       | Erzbischof in Syrien                                                                                    | 76    |       |
| 19. August | Isaac Deutscher                    | polnisch-jüdischer marxistischer Schriftsteller und Journalist                                          | 60    |       |
| 19. August | Hugo Gernsback                     | luxemburgisch-US-amerikanischer Verleger und Science-Fiction-Autor                                      | 83    |       |
| 19. August | Rudolf Kleiminger                  | deutscher Pädagoge und Heimatforscher                                                                   | 82    |       |
| 19. August | John Dermot Lardner-Burke          | namibischer Bürgermeister                                                                               | 78    |       |
| 19. August | Gerhard Löbenberg                  | deutscher Jagd- und Wildmaler                                                                           | 75    |       |
| 19. August | Aureliano de Matos                 | brasilianischer Geistlicher, römisch-katholischer Bischof von Limoeiro do Norte                         | 78    |       |
| 19. August | Lou Oles                           | US-amerikanischer Jazzmusiker                                                                           | 43    |       |
| 19. August | Ernest Basil Verney                | britischer Pharmakologe und Physiologe                                                                  | 72    |       |
| 20. August | Walter Krueger                     | US-amerikanischer Vier-Sterne-General                                                                   | 86    |       |
| 20. August | Erich Friedrich Podach             | Literaturwissenschaftler und Ethnologe                                                                  | 72    |       |
| 21. August | Ilona Andrássy                     | ungarische Gräfin und Krankenpflegerin des Ersten Weltkrieges                                           | 81    |       |
| 21. August | Michael L. Igoe                    | US-amerikanischer Jurist und Politiker                                                                  | 82    |       |
| 21. August | Fritz Prinzhorn                    | deutscher Bibliothekar                                                                                  | 73    |       |
| 21. August | Maximilian Raitz von Frentz        | deutscher Jurist und Politiker (Deutsche Zentrumspartei)                                                | 82    |       |
| 21. August | Wilhelm Teuwen                     | deutscher Glasmaler und Kunstprofessor                                                                  | 59    |       |
| 21. August | Adolf Varain                       | preußischer Offizier, Landrat und Regierungspräsident                                                   | 78    |       |
| 22. August | Junie Astor                        | französische Schauspielerin                                                                             | 55    |       |
| 22. August | Georg Biederer                     | deutscher Politiker (NSDAP), MdR                                                                        | 66    |       |
| 22. August | Wilhelm Dirksen                    | deutscher evangelischer Pfarrer                                                                         | 73    |       |
| 22. August | Hans Georg Möller                  | deutscher Technischer Physiker und lehrte an der Universität Hamburg                                    | 85    |       |
| 22. August | Gregory Pincus                     | US-amerikanischer Physiologe                                                                            | 64    |       |
| 22. August | Johnny Simone                      | französischer Unternehmer und Autorennfahrer                                                            | 54    |       |
| 22. August | Wada Sanzō                         | japanischer Maler und Kostümbildner                                                                     | 84    |       |
| 22. August | Vittore Stocchi                    | italienischer Ruderer                                                                                   | 71    |       |
| 22. August | Berthold Weese                     | preußischer Politiker (SPD), MdL und Landrat                                                            | 88    |       |
| 22. August | Hans Westerholt                    | deutscher Politiker (DP, GDP, CDU), MdL                                                                 | 61    |       |
| 23. August | Georges Berger                     | belgischer Rennfahrer                                                                                   | 48    |       |
| 23. August | Hans Bibel                         | deutscher Pädagoge und Politiker (FDP)                                                                  | 67    |       |
| 23. August | Nate Cartmell                      | US-amerikanischer Sprinter                                                                              | 84    |       |
| 23. August | Max Goldberg                       | deutscher Schauspieler, Varieté-Regisseur und Theaterleiter sowie Modeschöpfer                          | 74    |       |
| 23. August | Neil J. Linehan                    | US-amerikanischer Politiker                                                                             | 71    |       |
| 23. August | Karl Friedrich Schmidhuber         | deutscher Zahnmediziner                                                                                 | 72    |       |
| 23. August | Hermann Tölle                      | deutscher Journalist und Schriftsteller                                                                 | 71    |       |
| 24. August | Jorge Caldara                      | argentinischer Bandoneonist, Bandleader und Tangokomponist                                              | 42    |       |
| 24. August | Hermann Grapow                     | deutscher Ägyptologe                                                                                    | 81    |       |
| 24. August | Otto Hess                          | deutscher Politiker (DRP, NPD), MdL                                                                     | 58    |       |
| 24. August | Henry John Kaiser                  | US-amerikanischer Unternehmer                                                                           | 85    |       |
| 24. August | Hedwig Pfizenmayer                 | deutsche Malerin und Zeichnerin                                                                         | 77    |       |
| 24. August | Constance Titus                    | US-amerikanischer Ruderer                                                                               | 94    |       |
| 25. August | Stanley Bruce                      | australischer Politiker und Premierminister                                                             | 84    |       |
| 25. August | Hermann Deninger                   | Rauchwarenkaufmann in Frankfurt am Main, diverse Vorstandsämter der Wirtschaft, engagierter Philatelist | 72    |       |
| 25. August | Elsa Gasser                        | schweizerische Ökonomin                                                                                 | 71    |       |
| 25. August | Hugo Hauke                         | deutscher Mediziner und SA-Führer                                                                       | 81    |       |
| 25. August | Margarete Himmler                  | deutsche Krankenschwester, Ehefrau von Heinrich Himmler und Mutter von Gudrun Burwitz                   | 73    |       |
| 25. August | Paul Muni                          | US-amerikanischer Schauspieler                                                                          | 71    |       |
| 25. August | Richard Julius Pumphrey            | britischer Zoologe                                                                                      | 60    |       |
| 25. August | Alfred Ries                        | deutscher Diplomat und Sportfunktionär                                                                  | 69    |       |
| 25. August | George Lincoln Rockwell            | US-amerikanischer Gründer und Führer der American Nazi Party                                            | 49    |       |
| 25. August | Erika Spann-Rheinsch               | österreichische Dichterin                                                                               | 86    |       |
| 25. August | Ernst Standhardt                   | deutscher Bergsteiger und Landschaftsfotograf                                                           | 79    |       |
| 25. August | Niilo Wälläri                      | Generalsekretär der finnischen Seemann Gewerkschaft                                                     | 70    |       |
| 26. August | Rudolf Berliner                    | deutscher Kunsthistoriker                                                                               | 81    |       |
| 26. August | Helen Gwynne-Vaughan               | britische Mykologin, Hochschullehrerin und Militärverwaltungsfachfrau                                   | 88    |       |
| 26. August | Albert Schnettler                  | deutscher Wirtschaftswissenschaftler                                                                    | 71    |       |
| 26. August | Kuno Stierlin                      | deutscher Musikdirektor, Komponist und Pianist                                                          | 80    |       |
| 27. August | Henri-Georges Adam                 | französischer Bildhauer und Gestalter von Bildteppichen                                                 | 63    |       |
| 27. August | Eduard Edert                       | deutscher Politiker (parteilos), MdB und Schriftsteller                                                 | 86    |       |
| 27. August | Brian Epstein                      | britischer Musikmanager, Manager der Beatles                                                            | 32    |       |
| 27. August | Marthe Ernst-Schwarzenbach         | Privatdozentin und Titularprofessorin für Botanik an der Universität Zürich                             | 67    |       |
| 27. August | Alfred Hartmann                    | deutscher Beamter und Industriemanager                                                                  | 72    |       |
| 27. August | Väinö Kokkinen                     | finnischer Ringer                                                                                       | 67    |       |
| 27. August | Hans Bogislav Graf von Schwerin    | deutscher Regierungsbeamter in Deutsch-Südwestafrika                                                    | 84    |       |
| 27. August | Ludwig Wörl                        | deutscher Antifaschist und Funktionshäftling in Konzentrationslagern                                    | 61    |       |
| 28. August | Maurice Elvey                      | britischer Filmregisseur, Drehbuchautor und Filmproduzent                                               | 79    |       |
| 28. August | Walter Galuschka                   | deutscher Politiker (SPD), MdL Bayern                                                                   | 46    |       |
| 28. August | Douglas McKie                      | britischer Chemiker und Chemiehistoriker                                                                | 71    |       |
| 28. August | Nakamura Ken’ichi                  | japanischer Maler                                                                                       | 72    |       |
| 29. August | Emmy Brode                         | deutsche Malerin und Kunstlehrerin                                                                      | 77    |       |
| 29. August | Malcolm Brown                      | US-amerikanischer Filmarchitekt                                                                         | 64    |       |
| 29. August | Charles Darrow                     | US-amerikanischer Spieleautor, angeblicher Erfinder des Brettspiels Monopoly                            | 78    |       |
| 29. August | Pedro Echavarría Lazala            | dominikanischer Flötist und Musikpädagoge                                                               |       |       |
| 29. August | Kurt Heißmeyer                     | deutscher Mediziner, Arzt im Konzentrationslager Neuengamme                                             | 61    |       |
| 29. August | Hans-Walter Heyne                  | deutscher Generalleutnant im Zweiten Weltkrieg                                                          | 73    |       |
| 29. August | Georg Pfeiffer                     | deutscher Turner                                                                                        | 69    |       |
| 30. August | Jean-Jacques Deyrolle              | französischer Maler und Grafiker                                                                        | 56    |       |
| 30. August | Wilhelm Grenzmann                  | deutscher Germanist und Literaturwissenschaftler                                                        | 65    |       |
| 30. August | Willi Kund                         | deutscher Fußballspieler                                                                                | 59    |       |
| 30. August | Otto von Kursell                   | deutsch-baltischer Maler, Grafiker und Politiker (NSDAP), MdR                                           | 82    |       |
| 30. August | Carl Ludwig                        | Schweizer Jurist, Verfasser des „Ludwig-Berichts“                                                       | 78    |       |
| 30. August | Samuel Mosberg                     | US-amerikanischer Boxer                                                                                 | 71    |       |
| 30. August | Ad Reinhardt                       | US-amerikanischer Maler und Kunsttheoretiker                                                            | 53    |       |
| 30. August | Gerhard Roßbach                    | deutscher Freikorpsführer und politischer Aktivist                                                      | 74    |       |
| 30. August | Eric Shepherd                      | australischer Politiker, Sprecher des South Australian House of Assembly                                | 73    |       |
| 31. August | Juan Vitalio Acuña Núñez           | kubanischer Revolutionär und internationalistischer Guerillero                                          | 42    |       |
| 31. August | Georg Bauer                        | deutscher Schauspieler                                                                                  | 61    |       |
| 31. August | Samad Behrangi                     | aserbaidschanischer Schriftsteller                                                                      | 28    |       |
| 31. August | Tamara Bunke                       | argentinisch-deutsche Guerillera in Lateinamerika, an der Seite von Che Guevara                         | 29    |       |
| 31. August | Jerónimo Costa                     | chilenischer Maler                                                                                      | 87    |       |
| 31. August | Ilja Grigorjewitsch Ehrenburg      | russischer Schriftsteller und Journalist                                                                | 76    |       |
| 31. August | Walter Henzen                      | Schweizer Germanist                                                                                     | 71    |       |
| 31. August | Trude Hesterberg                   | deutsche Bühnen- und Filmschauspielerin, Kabarettistin                                                  | 75    |       |
| 31. August | Esther Pohl Lovejoy                | US-amerikanische Ärztin und Gesundheitspionierin, Frauenrechtlerin und Kongresskandidatin               | 97    |       |
| August     | Raymond E. Jordan                  | US-amerikanischer Politiker                                                                             | 72    |       |
| August     | Fritz Stocker                      | deutscher Kommunalpolitiker, Landrat des oberbayerischen Landkreises Schrobenhausen                     |       |       |

## September
| Tag           | Name                               | Beruf, bekannt als                                                                                      | Alter | Beleg |
| ------------- | ---------------------------------- | --- | ----- | ----- |
| 1. September  | Max Behrens                        | deutscher Politiker (SPD), MdHB, Altonaer Senator                                                       | 81    |       |
| 1. September  | James John Collins                 | irischer Politiker (Fianna Fáil)                                                                        | 66    |       |
| 01. September | Émile Kolb                         | luxemburgischer Fußballspieler                                                                          | 65    |       |
| 1. September  | Elisabeth Loesche                  | deutsche Politikerin (CDU, DP), MdBB                                                                    | 71    |       |
| 1. September  | Siegfried Sassoon                  | britischer Dichter und Erzähler                                                                         | 80    |       |
| 2. September  | Paul Blüthgen                      | deutscher Jurist und Entomologe                                                                         | 87    |       |
| 2. September  | Oliver Brachfeld                   | ungarischer Psychologe                                                                                  | 59    |       |
| 2. September  | Luis Cabrera Cruz                  | mexikanischer Geistlicher, Bischof von San Luis Potosí                                                  | 73    |       |
| 2. September  | Vladimír Pavol Čobrda              | evangelischer Pfarrer und lutherischer Generalbischof der Evangelischen Kirche A.B. der Slowakei        | 87    |       |
| 2. September  | Hans Leo Epstein                   | deutscher Germanist und Pädagoge                                                                        | 62    |       |
| 2. September  | Ilse Koch                          | deutsche Frau des Kommandanten des KZ Buchenwald, Karl Otto Koch                                        | 60    |       |
| 2. September  | Ellen Plessow                      | deutsche Schauspielerin                                                                                 | 76    |       |
| 2. September  | Vilho Tuulos                       | finnischer Dreispringer und Olympiasieger                                                               | 72    |       |
| 3. September  | David Cohen                        | niederländischer Althistoriker und Zionist                                                              | 84    |       |
| 3. September  | James Dunn                         | US-amerikanischer Film- und Theaterschauspieler                                                         | 65    |       |
| 3. September  | Herbert Koch                       | deutscher Chemiker                                                                                      | 63    |       |
| 3. September  | Muhammad bin Laden                 | jeminitischer Bauunternehmer, Vater Osama bin Ladens                                                    |       |       |
| 3. September  | Fredrik Löwenadler                 | schwedischer Schwimmer                                                                                  | 71    |       |
| 3. September  | Belinda Mulrooney                  | US-amerikanische Unternehmerin                                                                          | 95    |       |
| 3. September  | Francis Ouimet                     | US-amerikanischer Amateurgolfer                                                                         | 74    |       |
| 3. September  | Ludwig Plate                       | deutscher Wasserbauingenieur                                                                            | 83    |       |
| 4. September  | Joseph Beerli                      | Schweizer Bobfahrer                                                                                     | 65    |       |
| 4. September  | Edna Gallmon Cooke                 | US-amerikanische Gospelsängerin und Songwriterin                                                        | 49    |       |
| 4. September  | Fritz Linde                        | deutscher Politiker (FDP), MdL                                                                          | 50    |       |
| 4. September  | Ivar Lissner                       | deutscher Autor und Publizist                                                                           | 58    |       |
| 5. September  | Carl Rudolf Bertsch                | deutscher Schriftsteller und Maler                                                                      | 67    |       |
| 5. September  | Eduard Chaloupka                   | österreichischer Jurist und Beamter                                                                     | 65    |       |
| 5. September  | Alfred Maurstad                    | norwegischer Schauspieler und Theaterleiter                                                             | 71    |       |
| 5. September  | August Pepöck                      | österreichischer Komponist                                                                              | 80    |       |
| 5. September  | Kurt von Priesdorff                | preußischer Major, sowie Militärhistoriker                                                              | 85    |       |
| 5. September  | Sousa da Silveira                  | brasilianischer Romanist                                                                                | 84    |       |
| 5. September  | Otto Staiger                       | Schweizer Glasmaler und Maler                                                                           | 73    |       |
| 5. September  | Ludwig Sturm                       | österreichischer Maler und Restaurator                                                                  | 89    |       |
| 6. September  | Sophie Drinker                     | US-amerikanische Musikwissenschaftlerin                                                                 | 79    |       |
| 6. September  | Albert Ingham                      | englischer Mathematiker                                                                                 | 67    |       |
| 6. September  | Pierre Armand Jacquet              | französischer Chemieingenieur und Metallurge                                                            | 61    |       |
| 6. September  | Kathrene Pinkerton                 | US-amerikanische Schriftstellerin                                                                       | 80    |       |
| 06. September | Herman Whiton                      | US-amerikanischer Segler                                                                                | 63    |       |
| 7. September  | Henri Dartigues                    | französischer Hindernis- und Crossläufer                                                                | 64    |       |
| 7. September  | Hugo Herrmann                      | deutscher Komponist, Organist und Chorleiter                                                            | 71    |       |
| 7. September  | Dodo zu Innhausen und Knyphausen   | deutscher Rittergutsbesitzer und Verwaltungsjurist                                                      | 90    |       |
| 7. September  | Werner Kreipe                      | deutscher Luftwaffenoffizier, zuletzt General der Flieger, und Chef des Generalstabs der Luftwaffe      | 63    |       |
| 7. September  | Rex Stewart                        | US-amerikanischer Jazzkornettist                                                                        | 60    |       |
| 7. September  | Rudolf Thiel                       | deutscher Augenarzt                                                                                     | 72    |       |
| 8. September  | Lorenz Bösken                      | deutscher Maler                                                                                         | 76    |       |
| 8. September  | Donald Ewen Cameron                | schottisch-US-amerikanischer Psychiater, der zuletzt vor allem in Kanada arbeitete                      | 65    |       |
| 8. September  | Alexander Ignatjewitsch Lebedinski | russischer Astrophysiker, Geophysiker und Hochschullehrer                                               | 54    |       |
| 8. September  | August Prüssing                    | deutscher Ingenieur                                                                                     | 70    |       |
| 8. September  | Kira Kirillowna Romanowa           | russische Adelige, Großfürstin von Russland                                                             | 58    |       |
| 8. September  | Juliusz Rómmel                     | polnischer General und Armeebefehlshaber                                                                | 86    |       |
| 9. September  | Werner Bartz                       | deutscher Luftwaffenoffizier                                                                            | 72    |       |
| 9. September  | Walter Conrad-Eybesfeld            | österreichischer Diplomat                                                                               | 79    |       |
| 9. September  | Helen Flint                        | US-amerikanische Schauspielerin und Theaterdarstellerin                                                 | 69    |       |
| 9. September  | Kurt Nickisch                      | deutscher Unternehmer                                                                                   | 78    |       |
| 9. September  | Harry Hines Woodring               | US-amerikanischer Politiker                                                                             | 77    |       |
| 10. September | John Charles Duncan                | US-amerikanischer Astronom                                                                              | 85    |       |
| 10. September | Hans Gramm                         | deutscher Jurist                                                                                        | 61    |       |
| 10. September | Maria Langner                      | deutsche Schriftstellerin                                                                               | 66    |       |
| 10. September | Emil Martin                        | deutscher Politiker (SPD), MdL                                                                          | 76    |       |
| 10. September | Karl-Tobias Schwab                 | deutscher Glasmaler, Grafiker, Schriftgestalter und Hochschullehrer                                     | 79    |       |
| 10. September | A. Devitt Vanech                   | US-amerikanischer Politiker und Jurist                                                                  | 61    |       |
| 11. September | Peter Angelo Cavicchia             | US-amerikanischer Politiker                                                                             | 88    |       |
| 11. September | Hanns Maria Lux                    | deutscher Schriftsteller                                                                                | 67    |       |
| 11. September | András Pető                        | ungarischer Neurologe                                                                                   | 74    |       |
| 11. September | Günther Schiemann                  | deutscher Chemiker und Hochschullehrer                                                                  | 67    |       |
| 11. September | Hermann Schulze                    | deutscher Landtagsabgeordneter (SPD/KPO/SED)                                                            | 70    |       |
| 11. September | Margaretha Schwab-Plüss            | Schweizer Schriftstellerin                                                                              | 86    |       |
| 11. September | Kurt Ulrich                        | deutscher Filmproduzent                                                                                 | 62    |       |
| 12. September | Vladimir Bartol                    | jugoslawischer Autor                                                                                    | 64    |       |
| 12. September | Kurt Engelbert                     | deutscher katholischer Kirchenhistoriker                                                                | 81    |       |
| 12. September | Karl Klages                        | deutscher Pädagoge und Politiker (SPD), MdL                                                             | 62    |       |
| 12. September | Walter Pfalzgraf                   | deutscher Förster und höherer Verwaltungsbeamter                                                        | 83    |       |
| 13. September | Sidney De Paris                    | US-amerikanischer Jazz-Trompeter                                                                        | 62    |       |
| 13. September | Varian Fry                         | US-amerikanischer Journalist und Freiheitskämpfer im Zweiten Weltkrieg in Frankreich                    | 59    |       |
| 13. September | Robert George                      | britischer General, Gouverneur von South Australia                                                      | 71    |       |
| 13. September | Frédéric Gilliard                  | Schweizer Architekt und Archäologe                                                                      | 83    |       |
| 13. September | Fritz Helke                        | deutscher Literaturfunktionär, Schriftsteller und Übersetzer                                            | 62    |       |
| 13. September | Emilio Herrera Linares             | spanischer Militäringenieur, General, Minister und Physiker                                             | 88    |       |
| 13. September | Heinrich Heuser                    | deutscher bildender Künstler im Bereich Malerei, Illustrationen, Grafik, Filmarchitektur und Kostümbild | 79    |       |
| 13. September | Erich Moning                       | deutscher Politiker (NSDAP, später parteilos)                                                           | 64    |       |
| 13. September | Peder Dorf Pedersen                | dänischer Politiker                                                                                     | 70    |       |
| 13. September | Franz Peyerl                       | österreichischer Politiker der SPÖ, Landeshauptmann-Stellvertreter                                      | 70    |       |
| 13. September | Russell L. Rogers                  | US-amerikanischer Astronaut und Testpilot                                                               | 39    |       |
| 14. September | Abd al-Hakim Amer                  | ägyptischer General                                                                                     | 47    |       |
| 14. September | Reinhard Bruns-Wüstefeld           | deutscher Politiker (DVP), Bezirksbürgermeister von Berlin-Tempelhof                                    | 84    |       |
| 14. September | Rupert Guinness, 2. Earl of Iveagh | englisch-irischer Geschäftsmann, Politiker, Mitglied des House of Commons und Philanthrop               | 93    |       |
| 14. September | Heinrich Schellenberg              | Schweizer Weinbautechniker                                                                              | 99    |       |
| 14. September | Franz Stein                        | deutscher Politiker (SPD), MdB, Oberbürgermeister der Stadt Mainz                                       | 67    |       |
| 15. September | Olga Hatzinger                     | österreichische Schriftstellerin                                                                        | 91    |       |
| 15. September | Hans Haug                          | Schweizer Komponist                                                                                     | 67    |       |
| 15. September | Paul Kukuk                         | deutscher Geologe                                                                                       | 90    |       |
| 15. September | Edward Phelan                      | irischer UN-Funktionär, Generaldirektor der Internationalen Arbeitsorganisation                         | 79    |       |
| 15. September | Jacoba van Tongeren                | niederländische Widerstandskämpferin                                                                    | 63    |       |
| 16. September | August Brauns                      | deutscher Politiker (SPD)                                                                               | 93    |       |
| 16. September | Eberhard Hempel                    | deutscher Kunsthistoriker und Hochschullehrer                                                           | 81    |       |
| 16. September | Adolf von Schell                   | deutscher Offizier, zuletzt Generalleutnant                                                             | 74    |       |
| 16. September | Arnold Schmidt                     | deutscher Mathematiker                                                                                  | 65    |       |
| 16. September | Pawlo Tytschyna                    | sowjetisch-ukrainischer Dichter, Übersetzer und Politiker                                               | 76    |       |
| 17. September | Karl Adams                         | US-amerikanischer Baseballspieler                                                                       | 76    |       |
| 17. September | Edmund Hartig                      | böhmisch-österreichischer Wasserrechtexperte                                                            | 73    |       |
| 17. September | Walter Horn                        | deutscher Astronom                                                                                      | 86    |       |
| 17. September | Geoffrey Keyes                     | US-amerikanischer Offizier und Hochkommissar                                                            | 78    |       |
| 17. September | Jean Rolland                       | französischer Autorennfahrer                                                                            | 32    |       |
| 17. September | Paul Schebesta                     | deutscher Missionar, Ethnologe                                                                          | 80    |       |
| 17. September | Hans-Christoph Seebohm             | deutscher Politiker (DP, CDU), MdL, MdB                                                                 | 64    |       |
| 17. September | Adrienne von Speyr                 | Schweizer Ärztin, Mystikerin und geistliche Schriftstellerin                                            | 64    |       |
| 17. September | Frank Merry Stenton                | britischer Historiker                                                                                   | 87    |       |
| 18. September | John Cockcroft                     | englischer Atomphysiker                                                                                 | 70    |       |
| 18. September | Said al-Ghazzi                     | syrischer Rechtsanwalt und Politiker                                                                    |       |       |
| 18. September | Ghulam Hossein                     | afghanischer Musiker, Komponist, Musik- und Gesangsdozent                                               |       |       |
| 18. September | Arkadi Iljitsch Ostrowski          | sowjetischer Komponist                                                                                  | 54    |       |
| 18. September | Brent Spence                       | US-amerikanischer Politiker                                                                             | 92    |       |
| 18. September | Oskar Waldrich                     | deutscher Unternehmer                                                                                   | 87    |       |
| 19. September | Martin Block                       | US-amerikanischer Radiomoderator                                                                        | 64    |       |
| 19. September | Walter Brehmer                     | deutscher Offizier, zuletzt Generalmajor im Zweiten Weltkrieg                                           | 73    |       |
| 19. September | Walter Bürger                      | deutscher Jurist und Präsident der Reichsbahndirektion Hannover                                         | 89    |       |
| 19. September | Marguerite Davis                   | amerikanische Biochemikerin                                                                             | 80    |       |
| 19. September | Albert Dupuis                      | belgischer Komponist                                                                                    | 90    |       |
| 19. September | Friedrich Herzfeld                 | deutscher Kapellmeister, Musikschriftsteller und Musikkritiker                                          | 70    |       |
| 19. September | Josef Keßler                       | österreichischer Politiker (ÖVP), Landtagsabgeordneter zum Vorarlberger Landtag                         | 82    |       |
| 19. September | Kristoffer Lynge                   | grönländischer Redakteur, Buchdrucker, Intendant, Schriftsteller, Übersetzer und Landesrat              | 72    |       |
| 19. September | Wladimir Nikolajewitsch Peregudow  | sowjetischer Wissenschaftler, Schiffbauer und Kapitän                                                   | 65    |       |
| 19. September | Charlotte Radspieler               | deutsche Schauspielerin und Synchronsprecherin                                                          | 57    |       |
| 19. September | Sinaida Jewgenjewna Serebrjakowa   | russische Malerin                                                                                       | 82    |       |
| 19. September | Matilda Dodge Wilson               | US-amerikanische Politikerin                                                                            | 83    |       |
| 20. September | Ezio Corlaita                      | italienischer Radrennfahrer                                                                             | 77    |       |
| 20. September | Bernd von Kanne                    | deutscher Politiker (NSDAP), MdR                                                                        | 83    |       |
| 20. September | Henri Mulet                        | französischer Organist und Komponist                                                                    | 88    |       |
| 20. September | Alex Wellington                    | kanadischer Eishockeyspieler                                                                            | 76    |       |
| 21. September | Christian Blank                    | deutscher Beamter und Politiker (Zentrum, CDU), MdL                                                     | 88    |       |
| 21. September | George Garbutt                     | kanadischer Eishockeyspieler                                                                            | 64    |       |
| 21. September | Johannes Hoffmann                  | deutscher Politiker (CVP), MdL                                                                          | 76    |       |
| 21. September | Nettie Sutro-Katzenstein           | Schweizer Historikerin                                                                                  | 77    |       |
| 21. September | August Tölle                       | deutscher Politiker (SPD)                                                                               | 87    |       |
| 22. September | Jānis Andriksons                   | lettischer Eisschnellläufer                                                                             | 55    |       |
| 22. September | Heinrich Bastian                   | deutscher Heimatdichter                                                                                 | 92    |       |
| 22. September | Ali Sami Boyar                     | türkischer Maler, Museumsdirektor                                                                       | 87    |       |
| 22. September | Johannes Eilert                    | deutscher Politiker (CDU)                                                                               | 71    |       |
| 22. September | Friedrich Gennrich                 | deutscher Romanist und Musikwissenschaftler                                                             | 84    |       |
| 22. September | Harald Quandt                      | deutscher Industrieller                                                                                 | 45    |       |
| 23. September | Giovanni Barrella                  | italienischer Filmregisseur                                                                             | 82    |       |
| 23. September | Johannes Brumme                    | deutscher Gewerkschafter, Schulpolitiker, Hochschullehrer für Pädagogik                                 | 58    |       |
| 23. September | Werner Ehrhardt                    | deutscher Marineoffizier und Konteradmiral der Bundesmarine                                             | 69    |       |
| 23. September | Paul Ludwig Christoph Gmelin       | deutscher Physiker                                                                                      | 81    |       |
| 23. September | Friedrich Lommel                   | deutscher Bildhauer und Medailleur                                                                      | 84    |       |
| 23. September | Heinrich Müller                    | deutscher Politiker (Zentrum, CDU) und Diplomat                                                         | 72    |       |
| 23. September | Boots Mussulli                     | US-amerikanischer Jazzmusiker (Alt-, Baritonsaxophon und Klarinette), Komponist und Musikpädagoge       | 49    |       |
| 23. September | Stanislaus Zbyszko                 | polnischer Ringer                                                                                       | 88    |       |
| 24. September | Olaf Bienert                       | deutscher Komponist                                                                                     | 56    |       |
| 24. September | Jean Cadell                        | britische Schauspielerin                                                                                | 83    |       |
| 24. September | Robert van Gulik                   | niederländischer Diplomat, Autor und Sinologe                                                           | 57    |       |
| 24. September | Rose von Mangoldt                  | deutsche Volkswirtschaftlerin, Autorin, Journalistin, Frauenrechtlerin und Sozialreformerin             | 90    |       |
| 24. September | Isaac Henry Mayer                  | US-amerikanischer Jurist                                                                                | 103   |       |
| 24. September | Donald W. McGowan                  | US-amerikanischer Offizier, Generalmajor der US Army                                                    | 68    |       |
| 24. September | Pauline Sperry                     | US-amerikanische Mathematikerin                                                                         | 82    |       |
| 25. September | Eduardo Aunós Pérez                | spanischer Politiker und Diplomat                                                                       |       |       |
| 25. September | Ketty Guttmann                     | deutsche kommunistische Politikerin und Aktivistin für die Rechte der Prostituierten                    | 84    |       |
| 25. September | Emmanuel Ifeajuna                  | nigerianischer Hochspringer und Major der nigerianischen Streitkräfte                                   |       |       |
| 25. September | Moriz Sassi                        | österreichischer Zoologe und insbesondere Ornithologe                                                   | 87    |       |
| 25. September | G. Milton Shy                      | US-amerikanischer Neurologe                                                                             | 47    |       |
| 25. September | Stuff Smith                        | US-amerikanischer Jazzmusiker und Violinist                                                             | 58    |       |
| 25. September | Lota de Macedo Soares              | brasilianische Architektin                                                                              | 57    |       |
| 25. September | Stanisław Sosabowski               | polnischer General im Zweiten Weltkrieg                                                                 | 75    |       |
| 26. September | Heinrich Brandler                  | deutscher kommunistischer Politiker                                                                     | 86    |       |
| 26. September | Ludwig Donath                      | österreichischer Schauspieler                                                                           | 67    |       |
| 26. September | Walter von Fritschen               | deutscher Architekt und Denkmalpfleger                                                                  | 73    |       |
| 26. September | Ernst Häckel                       | deutscher Offizier, zuletzt Generalleutnant                                                             | 77    |       |
| 26. September | Mirjam Horwitz                     | deutsche Schauspielerin, Regisseurin und Intendantin                                                    | 85    |       |
| 26. September | Karl Maria Schwamberger            | österreichischer Cellist, Gambist und Hochschullehrer                                                   | 61    |       |
| 26. September | Ernst Steffan                      | österreichischer Komponist, Librettist und Dirigent                                                     | 71    |       |
| 27. September | Tótila Albert Schneider            | chilenischer Bildhauer und Dichter                                                                      | 74    |       |
| 27. September | Arthur Buzello                     | deutscher Mediziner                                                                                     | 77    |       |
| 27. September | William Foerste                    | deutscher germanistischer Dialektologe, Linguist und Mediävist                                          | 55    |       |
| 27. September | Felix Felixowitsch Jussupow        | russischer Adeliger und 1916 Drahtzieher bei der Ermordung Rasputins                                    | 80    |       |
| 27. September | Heinrich Köhler                    | deutscher Kommunalpolitiker in Hannover und Bauverwaltungs-Manager                                      | 71    |       |
| 27. September | James Learmonth                    | britischer Chirurg                                                                                      | 72    |       |
| 27. September | Konrad Potthast                    | deutscher Politiker (SPD)                                                                               | 85    |       |
| 27. September | Hilla von Rebay                    | elsässische Malerin                                                                                     | 77    |       |
| 27. September | Theodor Schwegler                  | Schweizer Ordensgeistlicher und Hochschullehrer                                                         | 80    |       |
| 27. September | Wilhelm Seltmann                   | deutscher Porzellanfabrikant                                                                            | 72    |       |
| 27. September | Fred Stein                         | deutscher Fotograf                                                                                      | 58    |       |
| 28. September | Francis Balfour-Browne             | britischer Entomologe                                                                                   | 92    |       |
| 28. September | Friedrich von Boetticher           | deutscher General der Artillerie                                                                        | 85    |       |
| 28. September | Heinrich Groß                      | badischer Beamter                                                                                       | 89    |       |
| 28. September | Lorenz Hoffmann                    | deutscher Politiker der CDU                                                                             | 75    |       |
| 28. September | Erika Kickton                      | deutsche Journalistin, Musikwissenschaftlerin und Komponistin                                           | 71    |       |
| 28. September | Karl Kindler                       | deutscher Chemiker und Hochschullehrer                                                                  | 76    |       |
| 28. September | Gernot Rath                        | deutscher Medizinhistoriker                                                                             | 47    |       |
| 28. September | Waldemar Theodore Schaller         | US-amerikanischer Mineraloge                                                                            | 85    |       |
| 29. September | Friedrich Eisenkolb                | deutscher Metallurg                                                                                     | 66    |       |
| 29. September | Lucian Iltis                       | deutscher KPD-Funktionär                                                                                | 64    |       |
| 29. September | Carson McCullers                   | US-amerikanische Schriftstellerin                                                                       | 50    |       |
| 29. September | Ernst Nölting                      | deutscher Politiker (SPD)                                                                               | 66    |       |
| 29. September | Maurice Rousseau                   | französischer römisch-katholischer Geistlicher und Bischof von Laval                                    | 74    |       |
| 29. September | Wilhelm Tank                       | deutscher Anatom, Wissenschaftler, Akademie-Professor für plastische Anatomie, Maler und Bildhauer      | 79    |       |
| 30. September | Otto Adam                          | sudetendeutscher SS-Hauptsturmführer und Lagerarzt im KZ Sachsenhausen                                  | 64    |       |
| 30. September | Aleksander Birkenmajer             | polnischer Wissenschaftshistoriker, Philosoph und Bibliothekar                                          | 77    |       |
| 30. September | Gotthold Frotscher                 | deutscher Musikhistoriker                                                                               | 69    |       |
| 30. September | Alfred Gause                       | deutscher Offizier, zuletzt Generalleutnant im Zweiten Weltkrieg                                        | 71    |       |
| 30. September | Sepp Hilz                          | deutscher Maler                                                                                         | 60    |       |
| September     | Christopher Okigbo                 | nigerianischer Lyriker                                                                                  | 35    |       |